# Elie Mechantaf
Elie Rafiq Mechantaf (in arabo ايلي رفيق مشنتف‎?; Abra, 5 ottobre 1970) è un ex cestista libanese.

## Carriera
Con il Libano ha disputato i Campionati mondiali del 2002 e i Campionati asiatici del 2003.